# Léo retrouvé
Léo retrouvé est la dernière histoire de la série de Léo créée par le dessinateur Yves Lapalu, éditée en album cartonné en 1er juin 2010 par les Éditions du Fox, huit ans après la première publication de Léo, l’enfant sourd, tome 2. Son frère Patrick Lapalu a rassemblé 150 pages dessinées par Yves à la suite du décès de ce dernier en 2001. Il n'a pas pu finir ce numéro où 146 pages sont en noir et blanc et seulement quatre pages en couleurs.

## Descriptions

### Personnages
- Léo

## Publications

### Album
- 3 Léo retrouvé, Éditions du Fox,  (ISBN 978-2-9529348-8-6), 1er juin 2010
Scénario et dessin : Yves Lapalu